# Thraulodes trijunctus
Thraulodes trijunctus is een haft uit de familie Leptophlebiidae. De wetenschappelijke naam van de soort is voor het eerst geldig gepubliceerd in 1918 door Banks als Thraulus trijuncta.
De soort komt voor in het Neotropisch gebied.